# Alfabet rúnic

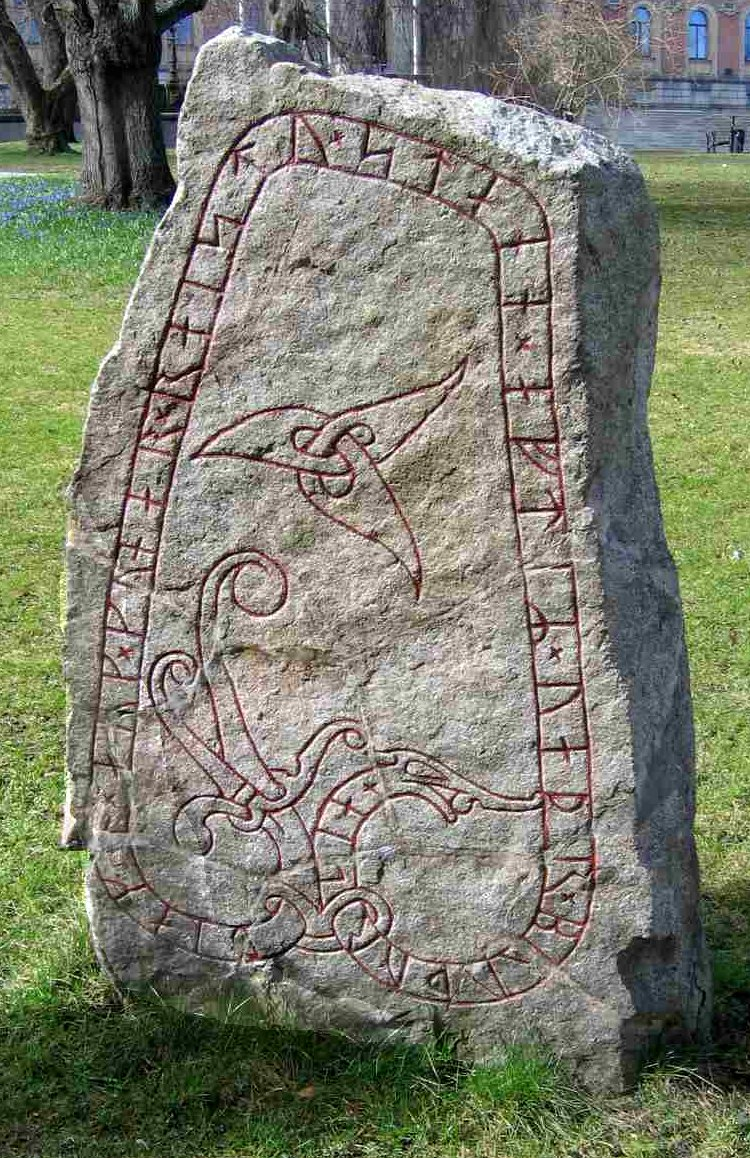
Pedra amb inscripcions rúniques a Uppsala, Suècia

Un alfabet rúnic es compon d'un conjunt de signes anomenats runes. La característica principal d'aquest tipus d'alfabet és el suport on fou escrit, generalment pedra i fusta; això fa que les runes presentin formes rectes i anguloses. Aquests alfabets van ser usats en l'antiguitat per a escriure llengües germàniques, principalment a Escandinàvia i les illes Britàniques. La inscripció rúnica més antiga data del 150 dC aproximadament, i els pobles que utilitzaven les runes van mantenir aquesta escriptura fins a la cristianització, aproximadament fins al 700 dC a l'Europa central i fins al 1100 al nord d'Europa, quan es va substituir per l'alfabet llatí. També s'han denominat amb el nom de runes altres alfabets, per la seva semblança, encara que no tinguin cap relació genètica. Totes les varietats poden ser considerades un antic sistema d'escriptura de l'Europa septentrional. L'origen d'aquests alfabets germànics és probablement una evolució dels antics alfabet itàlics, dels quals també deriva l'alfabet llatí. A cada lletra se li assignà un nom i se li atorgà algun tipus de poder esotèric.

## Sistemes rúnics
Els més coneguts són:

Futhorc anglosaxó

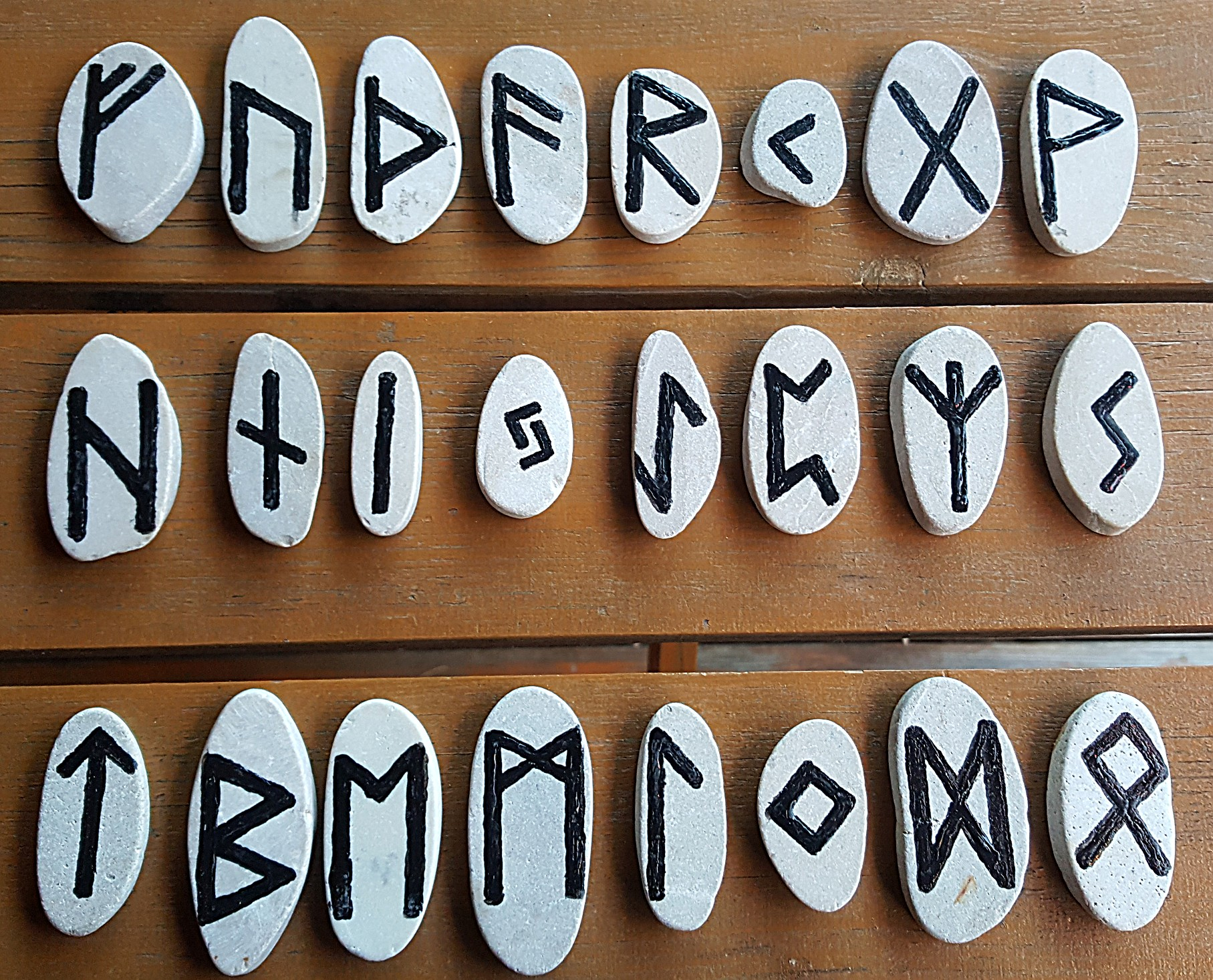
Futhark original

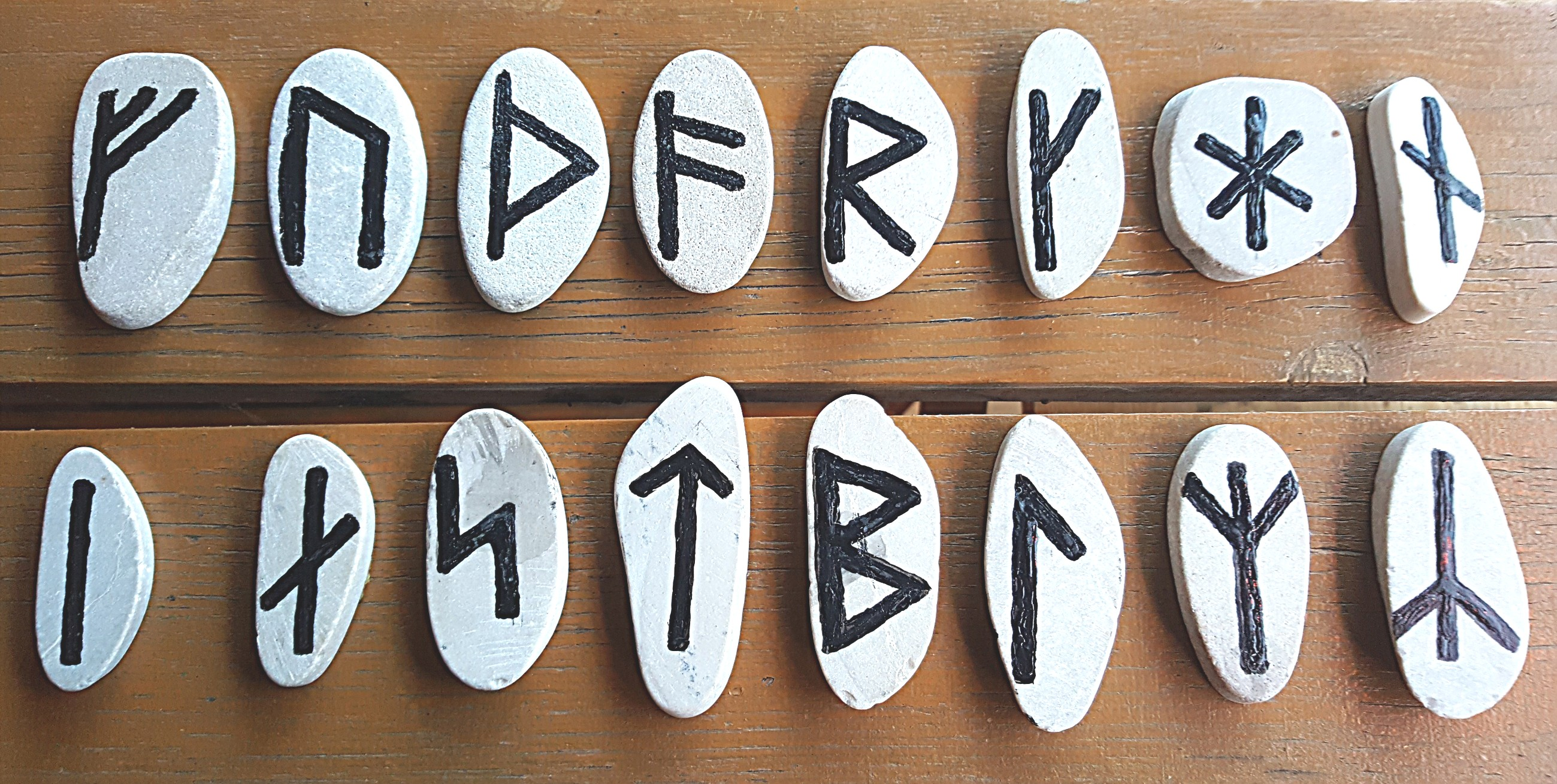
Futhark més recent

- El futhark original, denominat "més antic" o simplement "antic". Data dels segles II al IX aproximadament i rep el seu nom de les seves sis primeres lletres, que representaven els sons /f, u, θ, a, r, k/.
- El futhork anglosaxó. Data dels segles V-XII. El seu nom també deriva de les seves sis primeres lletres.
- El futhark més recent (segles IX-XX). Subdividit en:
  - Futhark danès.
  - Runes sueco-noruegues (anomenades rök).
  - Runes de Hälsinge (sense traç vertical).
  - Futhark latinitzat (segles XVI-XX).

### Futhark original nòrdic de 24 lletres
| ᚠ   | ᚢ   | ᚦ   | ᚨ   | ᚱ   | ᚲ   | ᚷ   | ᚹ   | ᚺ   | ᚾ   | ᛁ   | ᛃ   | ᛇ    | ᛈ   | ᛉ | ᛋ   | ᛏ   | ᛒ   | ᛖ   | ᛗ   | ᛚ   | ᛜ   | ᛞ   | ᛟ   |
| /f/ | /u/ | /θ/ | /a/ | /r/ | /k/ | /g/ | /w/ | /h/ | /n/ | /i/ | /j/ | /ei/ | /p/ | R | /s/ | /t/ | /b/ | /e/ | /m/ | /l/ | /ŋ/ | /d/ | /o/ |

### Futhark més recent simplificat a 16 lletres
| Variant danesa       | ᚠ   | ᚢ   | ᚦ   | ᚬ   | ᚱ   | ᚴ   | ᚼ   | ᚾ   | ᛁ   | ᛅ   | ᛋ   | ᛏ   | ᛒ   | ᛘ   | ᛚ   | ᛦ |
| Variant sueconoruega | ᚠ   | ᚢ   | ᚦ   | ᚭ   | ᚱ   | ᚴ   | ᚽ   | ᚿ   | ᛁ   | ᛆ   | ᛌ   | ᛐ   | ᛓ   | ᛙ   | ᛚ   | ᛧ |
|                      | /f/ | /u/ | /θ/ | /ą/ | /r/ | /k/ | /h/ | /n/ | /i/ | /a/ | /s/ | /t/ | /b/ | /m/ | /l/ | R |

### Futhark de Hälsingland (Suècia)
(Aparentment no està codificat a Unicode).

### Variant medieval que transcriu l'alfabet llatícomplet
| ᛆ | 𐌁 | ᛎ | ᛑ | ᚦ | ᚧ | ᛂ | ᚠ | ᚵ | ᚼ | ᛁ    | ᚴ | ᛚ | ᛘ | ᚿ | ᚮ | ᛔ | ᚴ | ᚱ | ᛍ | ᛐ | ᚢ | ᚢ, ᚡ | ᚤ, ᛦ | ᛎ | ᛅ | ᚯ |
| a | b | c | d | þ | ð | e | f | g | h | i, j | k | l | m | n | o | p | q | r | s | t | u | v    | y    | z | æ | ø |

## Orígens
El nom que es dona als signes d'aquests alfabets és el de runa, a diferència de lletra del llatí i grec, com apareix enregistrat ja en un bastó tallat alemany del segle vi i també, possiblement com a runo, a la pedra Einang (segle iv). Aquest nom procedeix del femení germànic de tema en -ō * rūnō, de l'arrel rūn-: gòtic rūna (runa en gòtic), que significa secret (en comparació amb el finès, que agafà el cognat rúnic amb el significat de poema).
Les runes començaren a ser usades pels pobles germànics el segle i o II. La inscripció rúnica més antiga data d'aproximadament el 160 i es troba en una pinta trobada al pantà de Vimose, a l'illa de Fiònia, s'hi llegeix harha (pinta). Un altre candidat disputat a ésser la més antiga és la inscripció del segle I de la fíbula de Meldorf. Aquest període pot correspondre's amb les últimes fases lingüístiques de l'idioma pregermànic o germànic comú, que evolucionava a dialectes no clarament separats encara en les seves tres vessants en els següents segles: les llengües germàniques septentrionals, llengües germàniques occidentals i llengües germàniques orientals.
No hi ha distinció entre vocals llargues i curtes en les inscripcions rúniques conservades, tot i que la diferència era present fonològicament en les llengües parlades de l'època. Igualment, no hi ha signes de consonants labiovelars en el futhark antic (signes que foren introduïts tant en el futhorc anglosaxó com a l'alfabet gòtic com a variants de la lletra p).

### Mitològics
En les antigues creences norrenes -i de fet, també germàniques- les runes eren d'origen diví (norrè occidental antic: reginkunnr, reginkuðr ‘divinal, d'origen diví’). Aquesta afirmació no s'ha d'entendre en el sentit que ‘foren creades pels déus o per un déu’, sinó en el de ‘existeixen des de sempre, com els déus o des de molt antic, com el món’. A una inscripció dels voltants de l'inici del segle vii, la pedra de Noleby, Suècia, hom hi llegeix: rūnō fāhī raginakundō tōjeka..., que significa "pinto la runa, faig la d'origen diví...") i a la pedra de Sparlösa del segle ix (Ok rað runaR þaR rægi[n]kundu, que significa "i interpretar les runes de diví origen"). En un document literari com ara els Hávamál, estrofa 80, les runes també es descriuen com a reginkunnr:
| 80. Þat er þá reynt, er þú at rúnom spyrr inom reginkunnom, þeim er gǫrðo ginnregin ok fáði fimbulþulr, þá hefir hann bazt, ef hann þegir. | 80. Està comprovat: quan les runes consultis, les d'origen diví, les que feren els déus sacrosants, i el þulr suprem pintà [de vermell], el millor que es pot fer, és callar. |  |

En el rúnatal, una de les parts dels Hávamál, s'explica que les runes no foren creades -tenen el que se'n diu una ‘preexistència’ tel·lúrica- sinó arrancades de la terra pel déu Odin, i les estrofes 138 i 139 dels Hávamál descriuen com Odin va arreplegar des del subsòl les runes a través del seu propi sacrifici. El text (en norrè occidental antic i la seva traducció al català) és com segueix:
| Veit ec at ec hecc vindgameiði á nætr allar nío, geiri undaðr oc gefinn Óðni, siálfr siálfom mér, á þeim meiði, er mangi veit, hvers hann af rótom renn. Við hleifi mic sældo né við hornigi, nýsta ec niðr; nam ec upp rúnar, œpandi nam, fell ec aptr þaðan. | Sé que pengí en un arbre gronxat pel vent nou nits senceres, ferit amb una llança i donat a Odin, jo mateix [ofert] a mi mateix, en aquell arbre del qual ningú no coneix fins on arriben ses arrels. No m'hi donaren pa ni cap banya, vaig mirar cap a sota, Prenguí les runes, cridant les prenguí, i després d'allà [a terra] vaig tornar a caure. |

A la Rígsþula, un dels poemes de l'Edda poètica, hi ha un vers que podria al·ludir a un altre origen de les runes.
Aquest poema èddic ens conta com el déu Rígr, identificat com Heimdallr a la introducció, va tenir tres fills de dones humanes: Þræll ‘esclau’ (Besàvia infantà, | l'infant fou aspergit amb aigua, | negre de pell, | l'anomenaren Þræll, esclau), Karl ‘home lliure’ (Àvia infantà, | l'infant fou aspergit d'aigua, | li digueren Jarl, home [lliure], | una dona l'embolcallà amb drap de lli) i Jarl ‘noble’ (Mare infantà un noi, | l'embolcallaren en seda, | fou aspergit amb aigua, | l'anomenaren Jarl). Aquests fills es convertiren en els ancestres de les tres classes socials anomenades per llurs noms.
A les estrofes 35 i 36, l'anònim autor del poema descriu les habilitats ideals d'un iarl, un noble norrè, amb aquests mots:
| 35. Upp óx þar Iarl á fletiom; lind nam at scelfa, leggia strengi, álm at beygia, ǫrvar scepta, flein at fleygia, frǫccor dýia, hestom ríða, hundom verpa, sverðom bregða, sund at fremia. | 35. En Iarl allà va créixer, a les sales de la llar: hi va aprendre a aixecar l'escut de fusta de tell, a posar corda a l'arc, a corbar la fusta de l'oma per fer-ne l'arc, a posar l'asta a les sagetes, a fer volar la javelina, a agitar les piques a muntar a cavall, a afuar els gossos, a desembeinar l'espasa, a nedar. |  |

| 36. Kom þar ór runni Rígr gangandi, Rígr gangandi, rúnar kendi; sitt gaf heiti, son kvez eiga; þann bað hann eignaz óðalvǫllo, óðalvǫllo, aldnar bygðir. | 36. Del bosc arribà caminant en Rígr, En Rígr caminant, va ensenyar-li [a en Iarl] les runes, li va donar el seu nom, el va declarar fill seu; li va pregar que prengués en propietat els [seus] camps pairals, els [seus] camps pairals, les contrades habitades d'antic. |  |

En sentit estricte, l'estrofa 36 de la Rígsþula únicament ens conta que quan en Iarl arribà a l'edat de començar a emprar les armes i exercir altres habilitats pròpies dels nobles, en Rígr tornà “del bosc”, i, havent reconegut en Iarl com a fill seu, li ensenyà les runes. El 1555, l'exiliat arquebisbe suec Olaus Magnus enregistrà una traducció sobre un home anomenat Kettil Runske que havia robat tres bastons rúnics d'Odin i après així les runes i llur màgia.

## Les runes com a oracle[18]
L'ús oracular de les runes, mal anomenat sovint endevinatori, 

### La interpretació de les runes[19]
La primera runa té a veure amb el Jo superior, i la correcta relació que un hi estableix. Cal conservar la modèstia